# Hypolycaena schubotzi
Hypolycaena schubotzi är en fjärilsart som beskrevs av Schultze och Aurivillius 1910/11. Hypolycaena schubotzi ingår i släktet Hypolycaena och familjen juvelvingar. Inga underarter finns listade i Catalogue of Life.